# Ensemble De Caelis

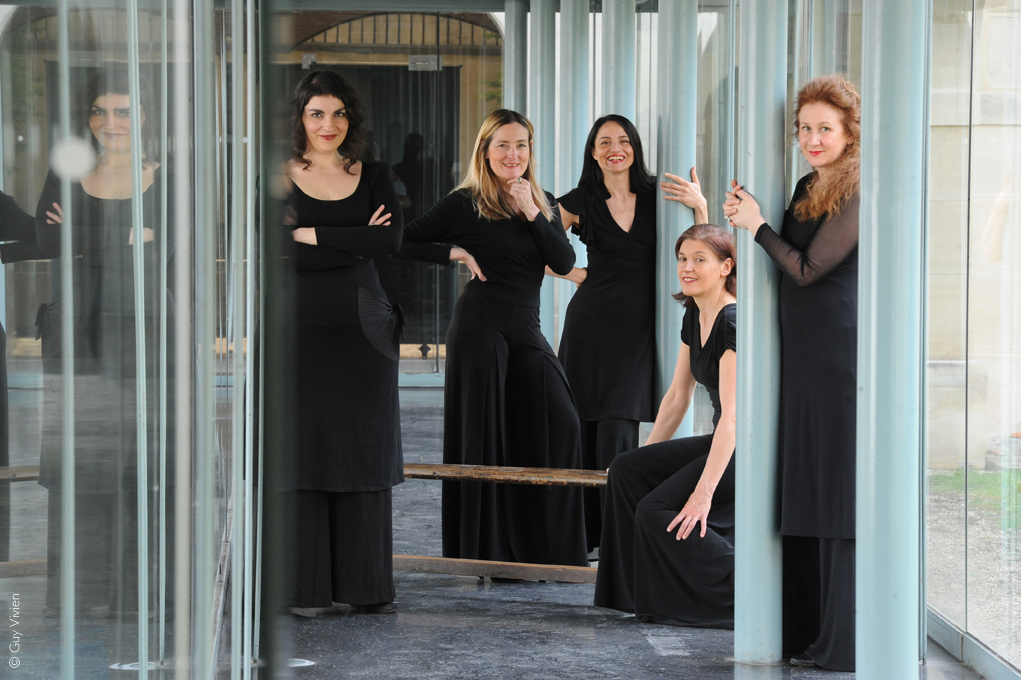
Ensemble De Caelis

 (avril 2016).
Si vous disposez d'ouvrages ou d'articles de référence ou si vous connaissez des sites web de qualité traitant du thème abordé ici, merci de compléter l'article en donnant les références utiles à sa vérifiabilité et en les liant à la section « Notes et références ».
L'Ensemble De Caelis est un ensemble vocal a cappella dirigé par Laurence Brisset. Créé en 1998, De Caelis est spécialisé dans l’étude et l'interprétation de musique médiévale sacrée et profane, du XIe siècle à l’aube de la Renaissance.

## Missions
Dans le cadre de ses recherches, l'ensemble travaille avec des musicologues, linguistes, historiens et également avec des compositeurs contemporains. Pour mettre en valeur les similitudes entre les deux époques innovantes et créatives que sont le Moyen Âge et le temps présent, De Caelis associe dans ses programmes des créations contemporaines commandées à des compositeurs à des pièces anciennes.
De Caelis a enregistré 9 disques parus chez Bayard Musique, L'Empreinte digitale, AEON, Studio SM. Sa discographie a reçu de nombreuses récompenses : Choc du monde de la musique, ffff de Télérama, Coup de cœur de la revue du son, Cinq diapasons, recommandé par Classica...
L'ensemble De Caelis propose, autour des concerts, des actions de sensibilisation afin de faire découvrir son répertoire. Les interventions sont adaptées à chacun des publics : programmes jeune public, ateliers autour de la voix (scolaires et conservatoires), actions auprès de publics en difficulté : (concerts en maison d’arrêt, ateliers à l'hôpital), conférences et avant-concerts.
En 2016, l’ensemble est lauréat du Prix Liliane Bettencourt pour le chant choral, décerné en partenariat avec l’Académie des beaux-arts,. Ce prix récompense la qualité musicale de l’ensemble.

## Quelques compositeurs et manuscrits du Moyen Âge interprétés par De Caelis
- Hildegard von Bingen (XIIe siècle)
- Beatritz de Dia (XIIe siècle)
- Jaufré Rudel (XIIe siècle)
- Graduel de Fontevraud (XIIIe siècle)
- Manuscrit de Saint Martial de Limoges (XIIIe siècle)
- Jehan de l’Escurel (XIIIe siècle)
- Uc de Saint Circ (XIIIe siècle)
- Adam de la Halle (XIIIe siècle)
- Graduel de Fontevraud (XIIIe siècle)
- Guillaume de Machaut (XIVe siècle)
- Lorenzo da Firenze (XIVe siècle)
- Francesco Landini (XIVe siècle)
- Jacopo da Bologna (XIVe siècle)
- Codex Chantilly (XIVe siècle)
- Jacob Senlèches (XIVe siècle)
- Codex Las Huelgas (XIVe siècle)
- Philippe de Vitry (XIVe siècle)
- Manuscrit Old Hall (XVe siècle)
- Baude Cordier (XVe siècle)
- Francisco Guerrero (XVIe siècle)

## Compositeurs contemporains interprétés par de Caelis
- Philippe Hersant
- Jonathan Bell
- Philippe Hersant
- Michaël Levinas
- Thierry Machuel
- Martin Matalon
- Enrique Muñoz Rubio
- Xu Yi
- Zad Moultaka

## Soutiens
De Caelis est aidé par le ministère de la Culture et de la Communication/DRAC Basse-Normandie au titre de l’aide aux ensembles conventionnés. Il est soutenu par la Région Basse-Normandie, le département de l’Orne, l’Institut français, l’ADAMI, la SPEDIDAM, Musique Nouvelle en liberté. Il est membre de la Fédération des ensembles vocaux et instrumentaux spécialisés - FEVIS, du réseau Futurs composés et de Profedim. Mécénat musical Société générale est le mécène principal de l'ensemble De Caelis.